# Contea di Yishui
La contea di Yishui (沂水县S, Yíshuǐ XiànP) è una contea della Cina, situata nella provincia dello Shandong e amministrata dalla prefettura di Linyi.